# María Llácer Rodrigo
María Llácer Rodrigo (calle de San Vicente Mártir de Valencia, 19 de marzo de 1888 - Bolonia - Italia, 1962) fue una soprano de la Comunidad Valenciana.
Estudió, piano y canto en el Conservatorio de Música de Valencia. El 1907 acaba los estudios y debuta en el Teatro Principal con el Otello verdiano. Ante las negativas críticas continuó su aprendizaje en Italia, y la temporada 1908-1909 se presenta en el Teatro de la Scala de Milán con Aida. A partir de aquí se convierte en habitual de este coliseo, donde ejerce roles de soprano dramático.
Destaca su Turandot de la temporada 1926-1927, que la convirtió en la segunda cantante que lo representó después del estreno mundial. En 1910 debutó en el Teatro Comunale de Bolonia, convertido en su centro de acción, y actuó repetidamente en el Teatro Teatro de San Carlos de Nápoles, en el Massimo Bellini de Catania y en el Teatro de Palermo. También en el año 1910 estrenó Tiefland de Eugen de Albert en el Liceo, en 1911 participó en un Tannhäuser en el Principal valenciano con Francisco Viñas y cuatro años después cantó al Teatro de la Zarzuela con Riccardo Stracciari.

## Debut americano
El mismo 1911 debutó en el Teatro Coliseo de Buenos Aires en el estreno mundial de la ópera Isabeau de Pietro Mascagni. En 1916 actuó al Teatro Real de Madrid en el Tannhäuser, que supuso la despedida de tenor Viñas. Al inicio de la Gran Guerra se estableció en Valencia e intervino al Teatro Real de Madrid y al Gran Teatro del Liceo de Barcelona.
Su vinculación a los escenarios valencianos fue continua entre 1911 y 1920, en que presentó óperas de Bizet, Wagner o Puccini. El 10 de noviembre de 1915 formando parte de una compañía italiana dirigida por el barítono Stracciari interpretó la ópera de Rossini El barbero de Sevilla en la inauguración del teatro Olympia de Valencia. En 1924 empezó su etapa de mayor dedicación wagneriana en la cual destacan su Kundry (Arena de Verona) y su Isolda (Comunale de Bolonia, 1926). En 1925 cantó en Berlín y cinco años después en Viena.
Difundió en España la pasión por Wagner, puesto que ofreció primeras audiciones de Parsifal y otras óperas del autor junto a la Orquesta Sinfónica de Madrid en una gira por todo el Estado. A partir de 1930 centró su actividad en Valencia, y empezó su tarea pedagógica al Conservatorio a partir del curso 1934-1935 como profesora de declamación lírica hasta su jubilación el 1958. Entre sus alumnos  figuran Manuel Ausensi y Emilia Muñoz.
Giacomo Lauri-Volpi destacaba la potencia y la amplitud en el registro agudo de su voz y su especialización en los personajes más fuertes de Verdi y Wagner, así como los del repertorio verista.